# Banjar Lancat
Banjar Lancat is een bestuurslaag in het regentschap Mandailing Natal van de provincie Noord-Sumatra, Indonesië. Banjar Lancat telt 238 inwoners (volkstelling 2010).